# Bulbophyllum affinoides
Bulbophyllum affinoides é uma espécie de orquídea (família Orchidaceae) pertencente ao gênero Bulbophyllum. Foi descrita por Guillaumin em 1958.